# Episodi di Attenti a quei due
La serie televisiva Attenti a quei due è stata trasmessa per un'unica stagione dal 17 settembre 1971 al 25 febbraio 1972 sulla rete televisiva britannica ITV. È stata trasmessa in italiano sulla Rete 1 (nel 1974 e nel 1975 all'epoca Rai 1 si chiamava ancora "Programma Nazionale") dal 13 gennaio 1974 al 19 settembre 1981 ad eccezione dell'episodio 17, trasmesso per la prima volta nel 2002.
| Nº | Titolo originale                 | Titolo italiano                            | Prima TV GB       | Prima TV Italia   |
| -- | -------------------------------- | ------------------------------------------ | ----------------- | ----------------- |
| 1  | Overture                         | È stato un piacere conoscerti e picchiarti | 17 settembre 1971 | 13 gennaio 1974   |
| 2  | The Gold Napoleon                | Il Napoleone d'oro                         | 24 settembre 1971 | 2 marzo 1980      |
| 3  | Take Seven                       | L'erede                                    | 1º ottobre 1971   | 11 marzo 1975     |
| 4  | Greensleeves                     | Al mio bel castello                        | 8 ottobre 1971    | 9 marzo 1980      |
| 5  | Powerswitch                      | Una ragazza che sapeva troppo              | 15 ottobre 1971   | 23 marzo 1980     |
| 6  | The Time and the Place           | Il complotto                               | 22 ottobre 1971   | 31 marzo 1975     |
| 7  | Someone Like Me                  | Uno come me                                | 29 ottobre 1971   | 4 marzo 1975      |
| 8  | Anyone Can Play                  | Incominciò per giuoco                      | 5 novembre 1971   | 6 aprile 1980     |
| 9  | The Old, the New, and the Deadly | L'aquila di bronzo                         | 12 novembre 1971  | 25 febbraio 1975  |
| 10 | Angie... Angie                   | Un amico d'infanzia                        | 19 novembre 1971  | 30 marzo 1980     |
| 11 | Chain of Events                  | Eventi a catena                            | 26 novembre 1971  | 20 gennaio 1974   |
| 12 | That's Me Over There             | Milord va all'asta                         | 3 dicembre 1971   | 3 febbraio 1974   |
| 13 | The Long Goodbye                 | Due ragazze di troppo                      | 12 ottobre 1971   | 18 febbraio 1975  |
| 14 | The Man in the Middle            | Una giungla di spie                        | 17 dicembre 1971  | 27 aprile 1980    |
| 15 | Element of Risk                  | Un carico di lingotti                      | 24 dicembre 1971  | 27 gennaio 1974   |
| 16 | A Home of One's Own              | Cottage, dolce cottage                     | 31 dicembre 1971  | 13 aprile 1980    |
| 17 | Five Miles to Midnight           | Cinque miglia a mezzanotte                 | 7 gennaio 1972    | 13 febbraio 2002  |
| 18 | Nuisance Value                   | Rapimento a sorpresa                       | 14 novembre 1971  | 11 maggio 1980    |
| 19 | The Morning After                | Risveglio a sorpresa                       | 21 gennaio 1972   | 18 marzo 1975     |
| 20 | Read and Destroy                 | Leggere e distruggere                      | 28 gennaio 1972   | 17 febbraio 1974  |
| 21 | A Death in the Family            | Una strana famiglia                        | 4 febbraio 1972   | 3 aprile 1977     |
| 22 | The Ozerov Inheritance           | La granduchessa Ozerov                     | 11 febbraio 1972  | 16 marzo 1980     |
| 23 | To the Death, Baby               | La bella ereditiera                        | 18 febbraio 1972  | 4 maggio 1980     |
| 24 | Someone Waiting                  | Milord in pericolo                         | 25 febbraio 1972  | 19 settembre 1981 |

## È stato un piacere conoscerti e picchiarti
- Titolo originale: Overture
- Regia: Basil Dearden
- Sceneggiatura: Brian Clemens

### Trama
Lord Brett Sinclair, aristocratico inglese e Danny Wilde, uomo d'affari americano, giungono in Costa Azzurra dopo aver ricevuto un misterioso invito. La sera stessa, causano una violenta rissa in un grande albergo a Montecarlo, provocata da una discussione sul cocktail creole cream  e se questo debba essere guarnito con una oppure due olive. Arrestati dalla Polizia, non vengono portati in carcere, ma in una villa isolata dove un uomo li accoglie presentandosi come il Giudice Fulton. L'uomo spiega ai due malcapitati di essere disposto a convincere la polizia francese a soprassedere al loro arresto in cambio di un favore: i due dovranno unire le forze per rintracciare una ragazza, verificarne l'identità grazie a un piccolo neo a forma di cuore e scoprire il suo vero nome. Pur di non scontare tre mesi di prigione, Wilde e Sinclair accettano e si mettono all'opera, riuscendo a fare conoscenza con la ragazza, che si fa chiamare Maria e scoprendo che il suo vero nome è Michelle Annette Dupont, sorella del famoso gangster americano Robert Dupont, ormai deceduto. Si recano quindi dal giudice per riferirgli i progressi fatti, ma quando credono di aver esaurito l'incarico, devono cercare di liberare il giudice, rapito dagli scagnozzi di Dupont. Nel frattempo Maria scopre che il fratello, contrariamente a quanto tutti pensavano, è ancora vivo. Nel tentativo di liberare il giudice Fulton, Brett e Danny vengono presi e rinchiusi con lui, ma riescono successivamente ad evadere e, quando ormai Dupont comprende di non avere scampo, punta verso di loro la pistola, ma Michelle lo precede e gli spara alle spalle, uccidendolo.
- Interpreti: Imogen Hassall (Maria Lorenzo), Neal Arden (ispettore Flavel), Michael Godfrey (Robert Dupont), Bruno Barnabe (il maitre)

## Il Napoleone d'oro
- Titolo originale: The Gold Napoleon
- Regia: Roy Ward Baker
- Sceneggiatura: Val Guest

### Trama
La nipote di un gioielliere diventa un bersaglio quando viene coinvolta, suo malgrado, in un traffico d'oro che ruota intorno alle riproduzioni dei Napoleoni d'oro alle quali collabora suo zio.
- Interpreti: Susan George (Michelle Devigne), Harold Goldblatt (gioielliere), Alfred Marks (Pullicino)

## L'erede
- Titolo originale: Take Seven
- Regia: Sidney Hayers
- Sceneggiatura: Terry Nation

### Trama
Brett e Danny accettano di aiutare la giovane aristocratica Jenny Lindley, che chiede loro di smascherare un uomo riapparso per reclamare la sua eredità, dichiarandosi il fratello creduto morto. Qualcuno cerca di uccidere la donna e tutti credono che il responsabile sia il presunto fratello, il quale avrebbe anche ingaggiato un detective privato.
- Interpreti: Sinéad Cusack (Jenny Lindley), Christian Roberts (Mark Lindley), John Kelland (Harvester), Sue Lloyd (Maggie), Veronica Hurst (the secretary), Victor Platt (the farmer), Julie Crosthwaite (Mandy), Garfield Morgan (Peter Hayward), Colin Vancao (the major), Richard Hurndall (David Conron), Edward Malin (barbiere del giudice Fulton)

## Al mio bel castello
- Titolo originale: Greensleeves
- Regia: David Greene
- Sceneggiatura: Terence Feely

### Trama
Dopo aver casualmente ricevuto la fattura di un fornitore, Brett scopre che una delle sue tenute, Greensleeves, è stata ristrutturata a sua insaputa. Accompagnato da Danny, Brett si introduce nella proprietà, scoprendo che quest'ultima è abitata da misteriosi personaggi. Durante l'incursione, trova una lettera indirizzata a un agente teatrale in cui viene chiesto di trovare un sosia che sostituisca il padrone di casa. Brett decide di recarsi dall'agente per farsi ingaggiare come sosia di se stesso, venendo assunto dagli individui, spacciatisi per non meglio precisati funzionari del governo. Brett fa inoltre in modo che Danny sia assunto come maggiordomo al posto del vecchio Morear. Il mistero nasconde in realtà un pretesto escogitato da Sir John Hassocks, rappresentante di società minerarie, per attirare con l'inganno in Inghilterra Richard Congoto, il Primo Ministro dello Stato africano dello Zambe e vecchio compagno di università di Brett, per proporgli un affare ai fini di sfruttare i giacimenti di nichel del suo Paese. Brett e Danny riescono a sventare il piano di Hassocks e a far tornare Congoto nel suo Paese.
- Interpreti: Rosemary Nicols (Melanie Sadler), Cy Grant (Richard Congoto), Andrew Keir (sir John Hassocks), Tom Adams (Piers Emerson), Carmen Munroe (Carmen Congoto), Clifton Jones (dottor Kibu)

## Una ragazza che sapeva troppo
- Titolo originale: Powerswitch
- Regia: Basil Dearden
- Sceneggiatura: John Kruse

### Trama
Brett e Danny scoprono il cadavere di una ragazza annegata, Julie. Di fronte alla disperazione di Peggie Raine, migliore amica della morta e al disinteresse dell'ispettore Blanchard, Danny e Brett decidono di indagare per conto proprio. Mentre Danny si reca nel locale dove la vittima lavorava come ballerina, Brett e Peggie vanno a casa di Julie per cercare qualche indizio. Nel camerino della ragazza, Danny trova una foto di lei insieme a Henry Koestler, un ricco industriale, così si reca a casa di quest'ultimo con il pretesto di proporgli un affare, per indagare senza essere disturbato. Intanto Brett e Peggie riescono ad arrivare anche loro a casa di Koestler, anche se non riescono a scoprire nulla, malgrado Danny li avesse preceduti. Durante la notte, Brett torna alla casa e insieme a Danny si introduce nello studio di Kostler e lì i due scoprono che il ricco industriale è morto e che l'attuale Henry Koestler è soltanto un sosia. Julie, giovane amante di Kostler, recandosi da lui aveva scoperto l'inganno architettato dalla signora Koestler e da Crane che, per paura che la giovane rivelasse tutto, avevano ordinato di ucciderla. Tornato alla macchina, Brett viene catturato e rinchiuso insieme a Peggie; in seguito anche Danny li raggiungerà perché, spavaldamente, aveva rivelato ciò che avevano scoperto lui e Brett a Lisa Koestler e a Crane. I tre riescono a fuggire grazie al falso Koestler, ma la macchina ha i freni manomessi e le portiere bloccate. Fortunatamente i quattro si salvano in extremis mentre stanno per precipitare in un burrone.
- Interpreti: Annette Andre (Peggie Raine), Terence Alexander (Matthew Crane), Melissa Stribling (Lisa Koestler), John Phillips (Henry Koestler), Paul Whitsun-Jones (ispettore Blanchard)

## Il complotto
- Tirolo originale: The Time and the Place
- Regia: Roger Moore
- Sceneggiatura: Michael Pertwee

### Trama
Nessuno potrà credere che Danny ha trovato un affermato giornalista politico morto nella tenuta di Lord Croxley, un politico conservatore britannico, dato che il "cadavere" sembra ancora vivo e vegeto.
- Interpreti: Ian Hendry (lord Croxley), Robert Flemyng (sir George), Duncan Lamont (William Benton)

## Uno come me
- Titolo originale: Someone Like Me
- Regia: Roy Ward Baker
- Sceneggiatura: Terry Nation

### Trama
Danny vuole incontrare un amico di Brett, un multimilionario che vive come un recluso, ma qualcuno sequestra Brett e lo interna in un misterioso ospedale dove si pianifica una mortale operazione per creare un suo perfetto sosia.
- Interpreti: Reginald Marsh (dr. Fowler), Bernard Lee (Sam Milford)

## Incominciò per giuoco
- Titolo originale: Anyone Can Play
- Regia: Leslie Norman
- Sceneggiatura: Tony Williamson

### Trama
Danny pensa di aver inventato un sistema infallibile per vincere in un casinò inglese, ma viene scambiato per il tesoriere di un ben diverso sistema.
- Interpreti: Cyd Hayman (Lyn), Richard Vernon (sir Maxwell Dean), Ed Devereaux (Ryker)

## L'aquila di bronzo
- Titolo originale: The Old, the New, and the Deadly
- Regia: Leslie Norman
- Sceneggiatura: Brian Clemens

### Trama
Danny viene scambiato per un ricattatore da un conte francese e dalla figlia di un politico in disgrazia.
- Interpreti: Patrick Troughton (conte), Anna Gael (Suzy), Derren Nesbitt (Groski)

## Un amico d'infanzia
- Titolo originale: Angie, Angie...
- Regia: Val Guest
- Sceneggiatura: Milton S. Gelman

### Trama
Danny incontra nella Riviera francese un suo amico d'infanzia, Angie, il cui pensionamento dipende dalla morte di Danny.
- Interpreti: Larry Storch (Angie), John Alderson (Kyle Sandor), Kirsten Lindholm (Marissa Nave)

## Eventi a catena
- Titolo originale: Chain of Events
- Regia: Peter Hunt
- Sceneggiatura: Terry Nation

### Trama
Danny viene incatenato, senza spiegazioni, da un moribondo ad una valigetta oggetto del desiderio del servizio segreto britannico e di un pericoloso agente indipendente. I servizi segreti diramano un ordine di cattura o uccisione e Danny braccato da tutti si rifugia da un medico consigliato da Brett Sinclair, che lo lascia per indagare sul contenuto della valigetta, risultata impervia ad ogni tentativo di aprirla. Nella casa Danny riesce ad avere la meglio su un'agente britannica armata, alla quale poi chiarisce tutto,  ma vengono catturati dall'indipendente nemico. Utilizzando ripetutamente come arma la valigetta, riescono però a sopraffare i nemici, grazie anche al capo dei servizi segreti che aveva portato la chiave della manetta. Improvvisamente Sopraggiunge Brett che di corsa trascina Danny e la valigetta fuori perché in realtà è una bomba con un innesco a movimento. La lanciano via ma non scoppia finché non accennano ad allontanarsi e viene toccata da una foglia. Più tardi la donna e Danny con una scusa fanno allontanare Brett e iniziano ad amoreggiare.
- Interpreti: George Baker (Britten), Suzanna Leigh (Emily Major), Peter Vaughan (Lance Schubert)

## Milord va all'asta
- TItolo originale: That's Me Over There
- Regia: Leslie Norman
- Sceneggiatura: Brian Clemens

### Trama
Sinclair viene contattato dal collaboratore, pentito di un affarista criminale Keane, che vuole offrirgli le prove della sua colpevolezza. L'uomo viene assassinato ma prima consegna le prove alla sua compagna Suzan Farmer. Sinclair, scoperto, viene rapito dagli uomini dell'affarista. La donna cerca di contattarlo e Wilde è costretto a partecipare ad un'asta impersonando l'amico per recuperare la prova. I due si incontrano ma non hanno campo libero a causa della presenza degli uomini dell'affarista. Sinclair riesce a liberarsi e, venuto a sapere del piano dell'amico, si reca all'asta dove nel frattempo è arrivata una sua amica, Prue, che scopre Wilde, ma si impegna ad aiutarlo. Arrivato, Sinclair fa finta di essere Wilde. Il vero Wilde riesce a farsi dare la prova. Suzan Farmer, l'informatrice si tradisce e viene catturata dagli uomini di Kean che la usano come mezzo ricatto per rapire Wilde con lei. Anche Sinclair viene portato via in un'altra macchina ma la sua amica Prue si lancia all'inseguimento e riesce a salvarlo. Raggiunto l'amico, i due riescono a sopraffare gli uomini di Kean. L'affarista viene arrestato e Bret riceve una mummia nel sarcofago che Wilde nei suoi panni aveva vinto all'asta.
- Interpreti: Geoffrey Keen (Thaddeus Krane), Allan Cuthbertson (colonnello Wright), Peter Gilmore (Mather), Suzan Farmer (Ann Summers), Juliet Harmer (Prue), Terence Edmond (Cliff Turner)

## Due ragazze di troppo
- Titolo originale: The Long Goodbye
- Regia: Roger Moore
- Sceneggiatura: Michael Pertwee

### Trama
Fulton manda i due in Scozia, dove trovano un aeroplano distrutto, uno scienziato morto e la formula di un carburante di sintesi a basso costo, che attrae interessi mortali - oltre ad una serie di splendide ragazze, ognuna delle quali pretende di essere l'erede dell'inventore.
- Interpreti: Leo Genn (sir Hugo Chalmers), Nicola Pagett (Carla Wilks), Noel Willman (Theopolos)

## Una giungla di spie
- Titolo originale: The Man in the Middle
- Regia: Leslie Norman
- Sceneggiatura: Donald James

### Trama
Fulton chiede a Brett di scoprire un traditore all'interno del servizio segreto britannico, ma lui e Danny si fanno imbrogliare dalla spia. Archie, cugino di Brett, può salvare la situazione.
- Interpreti: Suzy Kendall (Kay Hunter), Terry-Thomas (cugino Archie Sinclair Beachum), Stanley Meadows (David London), Stephen Greif (Krilov), John Orchard (Gregor)

## Un carico di lingotti
- Titolo originale: Element of Risk
- Regia: Gerald Mayer
- Sceneggiatura: Tony Barwick

### Trama
Brett deve aiutare Danny quando viene scambiato per un criminale americano il cui complice sta pianificando un furto d'oro.
- Interpreti: Shane Rimmer (Harvey Lomax), Peter Bowles (Mitchell), Margaret Nolan (Sophie), Carol Cleveland (donna all'aeroporto), James Cosmo (ispettore Williams), June Ritchie (Charlie), William Marlowe (Carl Harris)

## Cottage, dolce cottage
- Titolo originale: A Home of One's Own
- Regia: James Hill
- Sceneggiatura: Terry Nation

### Trama
Danny fa un affarone acquistando un simpatico cottage inglese di campagna, che si rivela però contenere un segreto mortale.
- Interpreti: Hannah Gordon (Lucy), John Ronane (Rupert Hathaway), Leon Greene (Abel Gaunt), Michael Wynne (poliziotto)

## Cinque miglia a mezzanotte
- Titolo originale: Five Miles to Midnight
- Regia: Val Guest
- Sceneggiatura: Terry Nation

### Trama
Ambientato in Italia. Il commissario Brusati esamina il cadavere di Gino Franco alla presenza della moglie Nicole. L'uomo è stato ucciso da Frank Rocco, amante della donna. Nicole prevede che i criminali affiliati a suo marito uccideranno anche lei e Frank; infatti immediatamente dopo viene colpita a morte attraverso la finestra sotto gli occhi dei poliziotti. Arrivati a Roma, Brett e Danny ricevono l'incarico non autorizzato ufficialmente di portare il mafioso pentito Frank Rocco, fuori dall'Italia. Faranno un viaggio avventuroso nel quale tutti coloro che incontrano lavorano per il mafioso Torino o l'aiutano; persino la polizia italiana li ostacola inseguendoli per arrestare Frank Rocco. Le uniche persone delle quali si possono fidare saranno il giudice Fulton e Sid, una bella fotografa intenzionata a fare uno scoop.
- Interpreti: Joan Collins (Sid-Sidonie), Robert Hutton (Frank Rocco), Robert Rietti (Torino), Ian Thompson (Vasile), Ferdy Maine (Conte Sangallo), Robert Gallico (Manny Howard), Jean Marsh (Nicola Franco), Arnold Diamond (commissario Brusati)

## Rapimento a sorpresa

### Trama
Quando la figlia viziata di un uomo immensamente ricco viene apparentemente rapita, Danny e Brett scoprono i pericoli insospettabili, quando il sospetto di essere dietro il rapimento ricade su di loro!
- Interpreti: George Murcell (Zorakin), Viviane Ventura (Lisa), Ralph Bates (Michel), Sarah Lawson (Mary), Ricardo Montez (ispettore Santos)

## Risveglio a sorpresa
- Titolo originale: The morning after
- Regia: Leslie Norman
- Sceneggiatura: Walter Black

### Trama
Brett si risveglia in una stanza di hotel a Stoccolma dopo una notte brava e scopre di essersi sposato con la bellissima ma misteriosa Christina. Dapprima Brett pensa a una truffa, ma accetta di fare un tentativo quando Christina gli dice che se si è sposato per errore non avrà difficoltà a concedergli il divorzio senza chiedere nulla. I due partono quindi per Londra, dove Brett deve ospitare un alto funzionario ONU e il giudice Fulton. Nel frattempo Danny arriva a Stoccolma, attirato da un falso telegramma di Brett che gli annuncia che si sta per sposare. Qui Danny scopre che il matrimonio è fasullo e che Christina fa parte di un gruppo terroristico che vuole rapire l'alto funzionario. Durante il meeting nella villa di Brett, infatti, i terroristi, introdotti di nascosto da Christina, prendono in ostaggio il funzionario, ma con un colpo di mano Brett e Danny, nel frattempo arrivato a Londra, riescono a liberarlo e fare arrestare i terroristi.
- Interpreti: Catherine Schell (Christina), Griffith Jones (funzionario ONU), Bernard Horsfall (Gunar Christianson), Frank Gatliff (Christoph Andersson)

## Leggere e distruggere
- Titolo originale: Read and Destroy
- Regia: Roy Ward Baker
- Sceneggiatura: Peter Yeldham

### Trama
Quando Felix, un vecchio amico di Brett, ha problemi con una donna, Brett e Danny vengono coinvolti in un ingannevole gioco di spionaggio, mentre l'ex spia Felix cerca di pubblicare le sue memorie.
- Interpreti: Joss Ackland (Felix Meadowes), Nigel Green (John Cavendish), Kate O'Mara (Heidi Schulman), Magda Konopka (Ingrid Meadowes), William Mervyn (sir Charles Worthington), Elliott Sullivan (Joe Pfeiffer), Harvey Hall (Ivan Ivanov), George Merritt (Chivers)

## Una strana famiglia
- Titolo originale: A Death in the Family
- Regia: Sydney Hayers
- Sceneggiatura: Terry Nation

### Trama
Qualcuno sta uccidendo uno per uno i parenti aristocratici di Brett e, a meno che lui e Danny non riescano a identificare l'assassino, il prossimo nome sulla tomba di famiglia sarà il suo.
- Interpreti: Diane Cilento (Kate Sinclair), Denholm Elliott (Roland), Roland Culver (duca di Caith), William Rushton (Lance), Moultrie Kelsall (sir Angus), Christopher Sandford (Onslow), Ivor Dean (impresario funebre)

## La granduchessa Ozerov
- Titolo originale: The Ozerov Inheritance
- Regia: Roy Ward Baker
- Sceneggiatura: Harry W. Junkin

### Trama
La granduchessa Ozerov, erede dell'ultimo zar di Russia, vuole riavere da una banca, che vuole essere certa del suo diritto, i gioielli di famiglia, che sono contesi tra lei, la Russia e il nipote Sergei. Per questo motivo chiama Brett Sinclair, accompagnato da Danny Wilde, e spiega loro che uno studioso ha trovato un legame tra i Sinclair e gli Ozerov che l'aiuterebbe a riavere i gioielli.
Curiosità:
Nel finale dell'episodio Danny Wilde (Tony Curtis) arriva a una soluzione e al commento di Brett Sinclair "come mai non ci ho pensato prima" gli risponde , " perché come 007 sei una frana" , Brett Sinclair (Roger Moore) futuro James Bond ribatte "ti farò pentire di questa frase!"
- Interpreti: Gladys Cooper (granduchessa Ozerov), Prunella Ransome (principessa Alexandra), Gary Raymond (Sergei), Joseph Fürst (Yelker), Cyril Shaps (professor Ganguin)

## La bella ereditiera
- Titolo originale: To the Death, Baby
- Regia: Basil Dearden
- Sceneggiatura: Donald James

### Trama
Wilde e Sinclair decidono di aiutare l'amministratore di una ricca ereditiera, cercando di convincerla a liberarsi di un noto cacciatore di dote con cui è fidanzata. L'uomo tra l'altro è ricattato da un pericoloso criminale che lo spinge a truffarla. I due amici si sfidano a sedurla per farle dimenticare il compagno ma non riescono nel loro intento. Successivamente, avendo scoperto che l'amministratore e la ragazza sono in realtà truffatori in combutta con il cacciatore di dote, li lasciano al loro destino. La ragazza viene però rapita dal criminale e Wilde e Sinclair con l'aiuto di alcuni pastori locali la liberano, arrestando contemporaneamente il criminale ricattatore.
- Interpreti: Jennie Linden (Shelley Masterton), Terence Morgan (Carl Foster), Thorley Walters (John Hatton)

## Milord in pericolo
- Titolo originale: Someone Waiting
- Regia: Peter Medak
- Sceneggiatura: Terry Nation

### Trama
Brett si sta preparando ad una corsa automobilistica ma uno sconosciuto sabotatore cerca di rovinare la sua gara.
- Interpreti: Penelope Horner (Carrie Bowman), Lois Maxwell (Louise Cornell), John Cairney (gemelli Jenkins)